# Krasak (Mojotengah)
Krasak is een bestuurslaag in het regentschap Wonosobo van de provincie Midden-Java, Indonesië. Krasak telt 3035 inwoners (volkstelling 2010).